# Włosie
Włosie – włosy zestrzyżone z grzyw, grzywek i ogonów zwierząt (głównie koniowatych), wykorzystywane jako surowiec do wyrobu pędzli, podkładów rymarskich i tapicerskich, sit, smyczków i włosianki krawieckiej. Włosie stosuje się także w szczotkach do butów, włosów i zamiatania. Do wyrobu sztucznego włosia wykorzystuje się igliwie.
Włosie w zależności od zwierząt ma różne zastosowanie:
- włosie borsucze wykorzystywane jest na pędzle do golenia,
- włosie bydlęce ze zwierząt zabitych, wykorzystywane jest do produkcji pędzli i w tapicerstwie, z uszu – do wyrobu pędzli artystycznych i urządzeń optycznych,
- włosie z ogonów kun, łasic i wiewiórek wykorzystywane jest na pędzle akwarelowe.